# 2008-as sílövő-világbajnokság

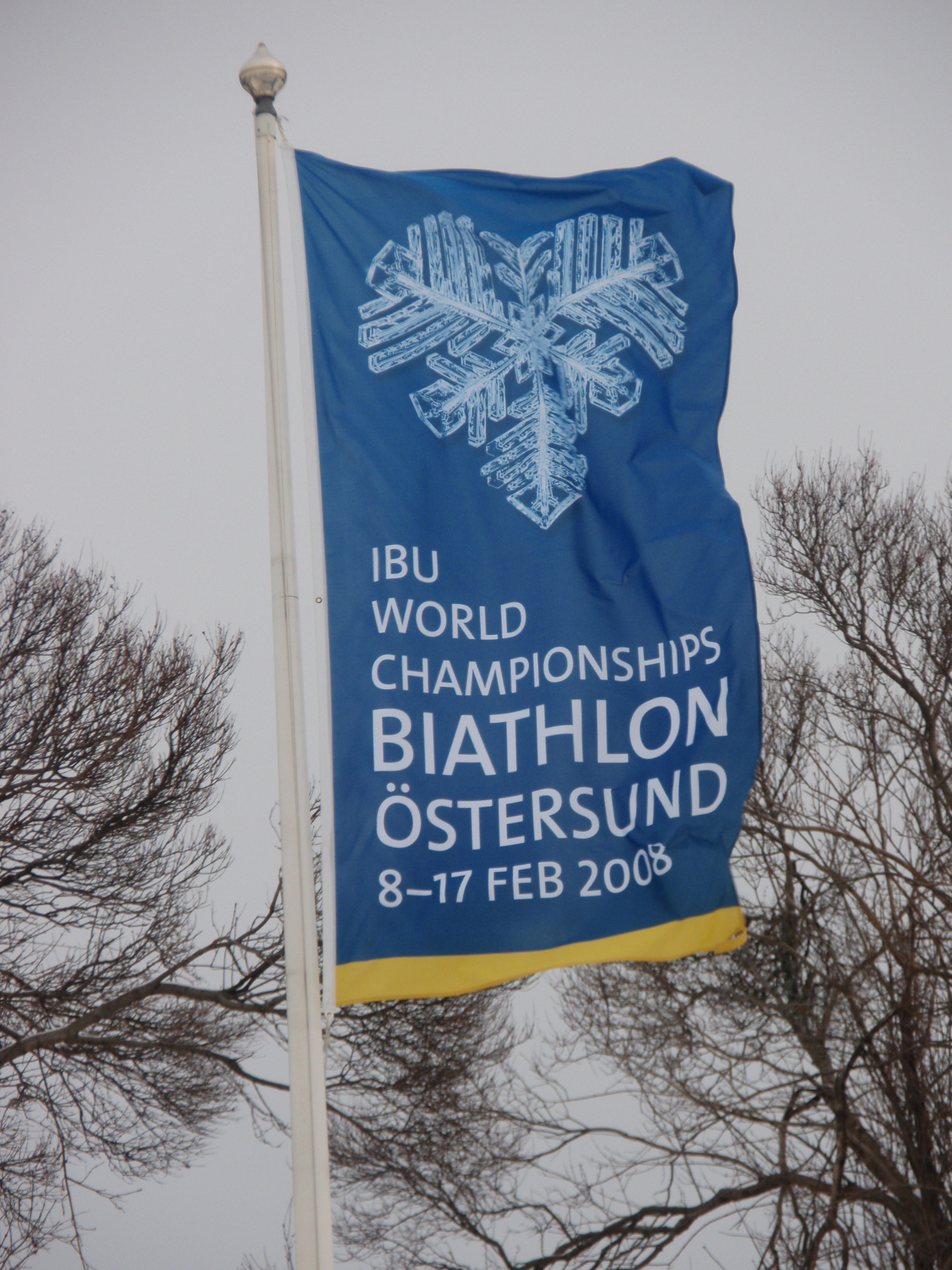
A világbajnokság hivatalos emblémája

A 2008-as sílövő-világbajnokságot február 8-a és 17-e között rendezték Svédországban, Östersundban.

## Részt vevő nemzetek
| Nemzet              | Férfi induló | Női induló | Összesen |
| ------------------- | ------------ | ---------- | -------- |
| Argentína           | 1            | 0          | 1        |
| Ausztrália          | 1            | 0          | 1        |
| Ausztria            | 6            | 1          | 7        |
| Belgium             | 4            | 2          | 6        |
| Bosznia-Hercegovina | 2            | 1          | 3        |
| Bulgária            | 5            | 5          | 10       |
| Csehország          | 5            | 5          | 10       |
| Egyesült Államok    | 5            | 4          | 9        |
| Észtország          | 5            | 5          | 10       |
| Fehéroroszország    | 5            | 6          | 11       |
| Finnország          | 5            | 5          | 10       |
| Franciaország       | 8            | 8          | 16       |
| Görögország         | 3            | 0          | 3        |
| Grönland            | 2            | 0          | 2        |
| Hollandia           | 1            | 0          | 1        |
| Horvátország        | 1            | 2          | 3        |
| Japán               | 2            | 2          | 4        |
| Kanada              | 4            | 4          | 8        |
| Kazahsztán          | 6            | 6          | 12       |
| Kína                | 4            | 5          | 9        |

| Nemzet             | Férfi induló | Női induló | Összesen |
| ------------------ | ------------ | ---------- | -------- |
| Dél-Korea          | 2            | 2          | 4        |
| Lengyelország      | 5            | 5          | 10       |
| Lettország         | 5            | 4          | 9        |
| Litvánia           | 0            | 1          | 1        |
| Észak-Macedónia    | 1            | 0          | 1        |
| Magyarország       | 3            | 0          | 3        |
| Moldova            | 1            | 1          | 2        |
| Egyesült Királyság | 5            | 2          | 7        |
| Németország        | 8            | 8          | 16       |
| Norvégia           | 8            | 8          | 16       |
| Olaszország        | 5            | 5          | 10       |
| Oroszország        | 8            | 8          | 16       |
| Románia            | 0            | 4          | 4        |
| Spanyolország      | 1            | 1          | 2        |
| Svájc              | 5            | 1          | 6        |
| Svédország         | 6            | 6          | 12       |
| Szerbia            | 4            | 0          | 4        |
| Szlovákia          | 5            | 5          | 10       |
| Szlovénia          | 4            | 5          | 9        |
| Ukrajna            | 7            | 7          | 14       |
| 40 nemzet          |              |            |          |

## Éremtáblázat

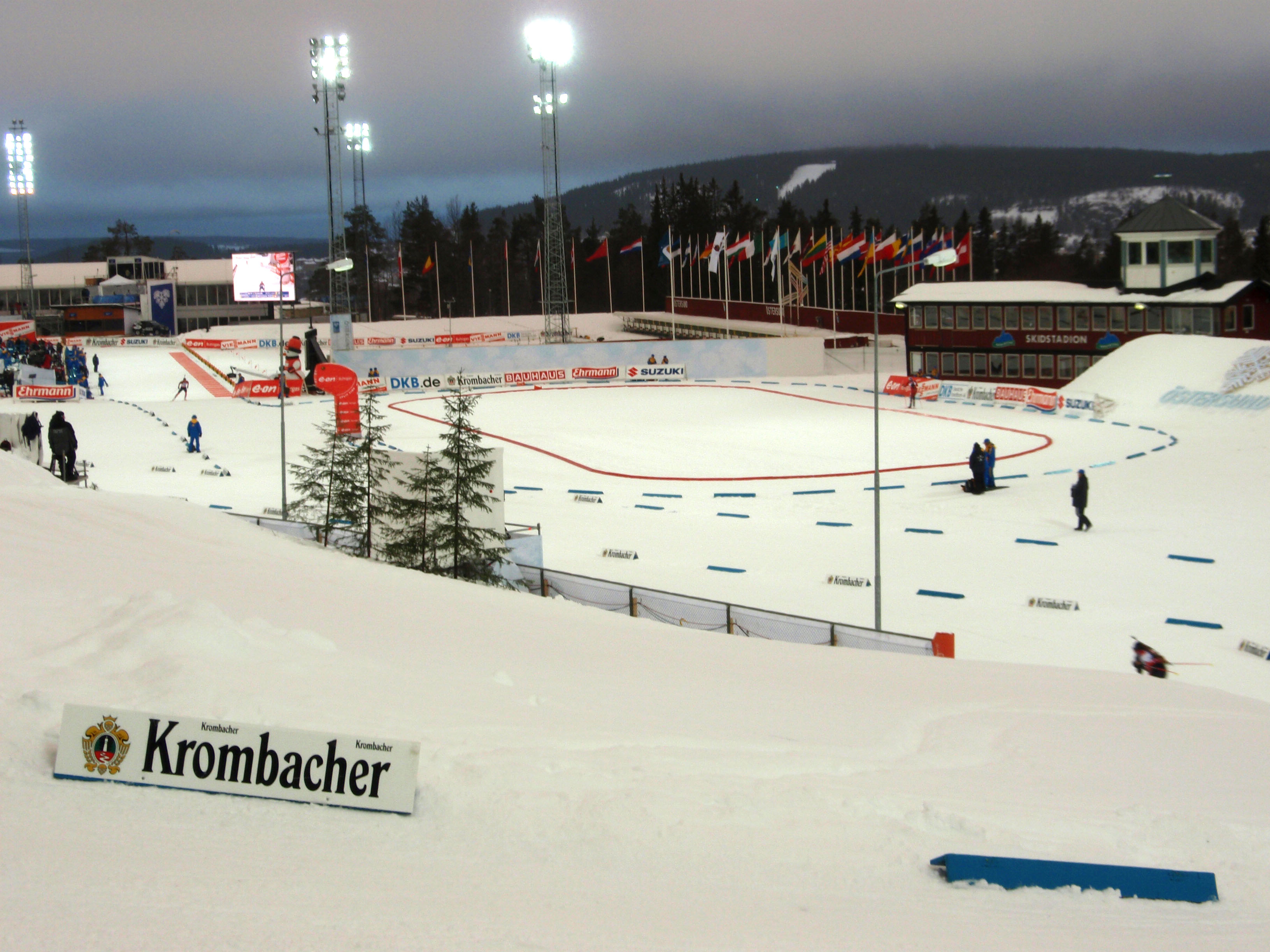
A stadion

| Hely     | Nemzet           | Arany | Ezüst | Bronz | Összesen |
| 1.       | Németország      | 5     | 1     | 2     | 8        |
| 2.       | Norvégia         | 3     | 5     | 1     | 9        |
| 3.       | Oroszország      | 3     | 3     | 5     | 11       |
|          |                  |       |       |       |          |
| 4.       | Ukrajna          | 0     | 1     | 2     | 3        |
| 5.       | Fehéroroszország | 0     | 1     | 0     | 1        |
|          |                  |       |       |       |          |
| 6.       | Franciaország    | 0     | 0     | 1     | 1        |
|          |                  |       |       |       |          |
| Összesen | Összesen         | 11    | 11    | 11    | 33       |

## Férfi

### Egyéni
A verseny időpontja: 2008. február 14. / 17:15 CET
| #     | Versenyző            | Lövőhiba (F+Á+F+Á) | Időeredmény | Hátrány  |
| ----- | -------------------- | ------------------ | ----------- | -------- |
| Arany | Emil Hegle Svendsen  | 0+1+0+0            | 51:51.9     |          |
| Ezüst | Ole Einar Bjørndalen | 1+1+0+0            | 52:23.3     | +31.4    |
| Bronz | Makszim Makszimov    | 0+0+0+0            | 52:26.7     | +34.8    |
| 4.    | Simon Fourcade       | 0+0+0+1            | 52:57.3     | +1:05.4  |
| 5.    | Makszim Csudov       | 3+0+0+0            | 53:13.9     | +1:22.0  |
| 6.    | Christian De Lorenzi | 0+1+0+0            | 53:26.6     | +1:34.7  |
| 7.    | Zdenek Vitek         | 0+1+0+1            | 53:32.5     | +1:40.6  |
| 8.    | Rusztam Valiulin     | 0+1+1+0            | 53:40.5     | +1:48.6  |
| 9.    | Andrij Derizemlja    | 0+0+1+0            | 53:52.0     | +2:00.1  |
| 10.   | Michal Slesingr      | 0+0+1+0            | 53:55.6     | +2:03.7  |
| ----  | ----                 | ----               | ----        | ----     |
| 90.   | Tagscherer Imre      | 1+1+2+3            | 1:03:42.5   | +11:50.6 |
| 92.   | Gombos Károly        | 1+2+0+3            | 1:03:46.1   | +11:54.2 |
| 105.  | Tagscherer Zoltán    | 1+4+3+2            | 1:09:10.5   | +17:18.6 |

### Sprint
A verseny időpontja: 2008. február 9. / 14:15 CET
| #     | Versenyző            | Lövőhiba (F+Á) | Időeredmény | Hátrány |
| ----- | -------------------- | -------------- | ----------- | ------- |
| Arany | Makszim Csudov       | 0+0            | 22:25.4     |         |
| Ezüst | Halvard Hanevold     | 0+0            | 22:45.2     | +19.8   |
| Bronz | Ole Einar Bjørndalen | 0+2            | 22:55.4     | +30.0   |
| 4.    | Ivan Cserezov        | 0+1            | 23:01.2     | +35.8   |
| 5.    | Michael Rösch        | 0+1            | 23:08.9     | +43.5   |
| 6.    | Michal Slesingr      | 0+0            | 23:21.1     | +55.7   |
| 7.    | Daniel Graf          | 1+0            | 23:23.9     | +58.5   |
| 8.    | Andreas Birnbacher   | 0+0            | 23:25.8     | +1:00.4 |
| 9.    | Timothy Burke        | 0+1            | 23:30.4     | +1:05.0 |
| 10.   | Dmitrij Jarosenko    | 0+2            | 23:31.0     | +1:05.6 |
| ----  | ----                 | ----           | ----        | ----    |
| 94.   | Gombos Károly        | 2+1            | 26:44.0     | +4:18.6 |
| 99.   | Tagscherer Imre      | 3+2            | 27:13.5     | +4:48.1 |
| 109.  | Tagscherer Zoltán    | 3+3            | 28:51.3     | +6:25.9 |

### Üldözőverseny
A verseny időpontja: 2008. február 10. / 14:15 CET
| #     | Versenyző            | Lövőhiba (F+Á+F+Á) | Időeredmény | Hátrány |
| ----- | -------------------- | ------------------ | ----------- | ------- |
| Arany | Ole Einar Bjørndalen | 0+1+1+0            | 31:04.51    |         |
| Ezüst | Makszim Csudov       | 2+0+2+0            | 31:14.60    | +10.1   |
| Bronz | Alexander Wolf       | 0+0+1+0            | 31:47.39    | +42.8   |
| 4.    | Dmitrij Jarosenko    | 1+1+0+0            | 31:54.59    | +50.0   |
| 5.    | Michal Slesingr      | 0+0+0+0            | 31:57.07    | +52.5   |
| 6.    | Simon Fourcade       | 0+0+1+0            | 31:57.10    | +52.6   |
| 7.    | Michael Rösch        | 0+0+1+1            | 32:02.56    | +58.0   |
| 8.    | Ivan Cserezov        | 0+1+1+1            | 32:02.76    | +58.2   |
| 9.    | Halvard Hanevold     | 0+0+1+1            | 32:03.09    | +58.5   |
| 10.   | Timothy Burke        | 0+0+2+0            | 32:23.18    | +1:18.6 |

### Tömegrajtos
A verseny időpontja: 2008. február 17. / 12:00 CET
| #     | Versenyző            | Lövőhiba (F+Á+F+Á) | Időeredmény | Hátrány |
| ----- | -------------------- | ------------------ | ----------- | ------- |
| Arany | Emil Hegle Svendsen  | 1+0+0+0            | 36:12.64    |         |
| Ezüst | Ole Einar Bjørndalen | 0+0+1+0            | 36:13.05    | +0.4    |
| Bronz | Makszim Csudov       | 0+1+2+0            | 36:37.59    | +24.9   |
| 4.    | Makszim Makszimov    | 0+0+0+0            | 36:53.19    | +40.5   |
| 5.    | Halvard Hanevold     | 0+0+0+1            | 37:16.84    | +1:04.2 |
| 6.    | Dmitrij Jarosenko    | 0+0+1+3            | 37:35.30    | +1:22.7 |
| 7.    | Vincent Defrasne     | 0+0+1+1            | 37:35.61    | +1:23.0 |
| 8.    | Ivan Cserezov        | 0+1+1+1            | 37:43.94    | +1:31.3 |
| 9.    | Björn Ferry          | 0+1+1+0            | 37:49.70    | +1:37.1 |
| 10.   | Andrij Derizemlja    | 0+2+0+0            | 37:51.39    | +1:38.7 |

### Váltó
A verseny időpontja: 2008. február 16. / 12:00 CET
| #     | Versenyző                                                                                 | Lövőhiba (F+Á)                          | Időeredmény | Hátrány | #   | Versenyző                                                                                            | Lövőhiba (F+Á)                          | Időeredmény | Hátrány |
| ----- | ----------------------------------------------------------------------------------------- | --------------------------------------- | ----------- | ------- | --- | --- | --------------------------------------- | ----------- | ------- |
| Arany | Oroszország · Ivan Cserezov · Nyikolaj Kruglov · Dmitrij Jarosenko · Makszim Csudov       | 0+0 0+5 0+0 0+1 0+0 0+2 0+0 0+1 0+0 0+1 | 1:21:00.70  |         | 6.  | Svédország · David Ekholm · Björn Ferry · Mattias Nilsson · Carl Johan Bergman                       | 0+3 3+7 0+0 0+1 0+1 0+3 0+0 3+3 0+2 0+0 | 1:24:11.78  | +3:11.0 |
| Ezüst | Norvégia · Emil Hegle Svendsen · Rune Bratsveen · Halvard Hanevold · Ole Einar Bjørndalen | 0+1 0+6 0+0 0+1 0+0 0+3 0+0 0+2 0+0 0+0 | 1:21:49.95  | +49.2   | 7.  | Csehország · Michal Šlesingr · Jaroslav Soukup · Ondřej Moravec · Zdeněk Vítek                       | 0+9 0+5 0+3 0+1 0+2 0+1 0+1 0+2 0+3 0+1 | 1:24:46.14  | +3:45.4 |
| Bronz | Németország · Michael Rösch · Alexander Wolf · Andreas Birnbacher · Michael Greis         | 0+5 2+9 0+0 1+3 0+0 0+1 0+2 1+3 0+3 0+2 | 1:22:43.20  | +1:42.5 | 8.  | Fehéroroszország · Szjarhej Novikav · Aljakszandr Sziman · Uladzimir Miklasevszki · Rusztam Valiulin | 0+4 0+7 0+1 0+0 0+1 0+1 0+2 0+3 0+0 0+3 | 1:25:29.78  | +4:09.5 |
| 4.    | Ausztria · Simon Eder · Friedrich Pinter · Daniel Mesotitsch · Christoph Sumann           | 0+5 0+5 0+0 0+1 0+2 0+0 0+2 0+2 0+1 0+2 | 1:22:43.65  | +1:42.9 | 9.  | Szlovákia · Pavol Hurajt · Marek Matiasko · Matej Kazar · Miroslav Matiasko                          | 0+4 0+7 0+1 0+0 0+1 0+1 0+2 0+3 0+0 0+3 | 1:25:29.78  | +4:29.0 |
| 5.    | Franciaország · Julien Robert · Vincent Defrasne · Ferréol Cannard · Simon Fourcade       | 0+4 0+4 0+1 0+2 0+0 0+0 0+3 0+0 0+0 0+2 | 1:23:42.06  | +2:41.3 | 10. | Ukrajna · Vjacseszlav Derkacs · Olekszij Ajdarov · Olekszandr Bilanenko · Andrij Derizemlja          | 0+4 1+7 0+0 0+0 0+0 1+3 0+1 0+2 0+3 0+2 | 1:25:48.62  | +4:47.9 |

## Női

### Egyéni
A verseny időpontja: 2008. február 14. / 14:05 CET
| #     | Versenyző           | Lövőhiba (F+Á+F+Á) | Időeredmény | Hátrány |
| ----- | ------------------- | ------------------ | ----------- | ------- |
| Arany | Jekatyerina Jurjeva | 0+1+0+0            | 44:23.8     |         |
| Ezüst | Martina Glagow      | 1+0+0+0            | 45:37.1     | +1:13.3 |
| Bronz | Okszana Hvosztenko  | 0+0+1+0            | 46:48.2     | +2:24.4 |
| 4.    | Tora Berger         | 1+1+0+0            | 46:52.3     | +2:28.5 |
| 5.    | Tatyjana Moiszejeva | 0+1+0+0            | 47:04.3     | +2:40.5 |
| 6.    | Teja Gregorin       | 1+0+0+0            | 47:26.8     | +3:03.0 |
| 7.    | Jana Romanova       | 1+0+0+0            | 47:28.4     | +3:04.6 |
| 8.    | Natalia Levcencova  | 1+0+0+0            | 47:46.6     | +3:22.8 |
| 9.    | Volha Kudrjasova    | 1+0+0+0            | 47:51.8     | +3:28.0 |
| 10.   | Solveig Rogstad     | 0+1+0+1            | 48:18.8     | +3:55.0 |

### Sprint
A verseny időpontja: 2008. február 9. / 11:00 CET
| #     | Versenyző                | Lövőhiba (F+Á) | Időeredmény | Hátrány |
| ----- | ------------------------ | -------------- | ----------- | ------- |
| Arany | Andrea Henkel            | 0+0            | 19:43.1     |         |
| Ezüst | Albina Ahatova           | 0+0            | 19:55.8     | +12.7   |
| Bronz | Okszana Hvosztenko       | 0+0            | 20:06.3     | +23.2   |
| 4.    | Tora Berger              | 1+0            | 20:13.2     | +30.1   |
| 5.    | Sandrine Bailly          | 0+1            | 20:14.8     | +31.7   |
| 6.    | Szvetlana Szlepcova      | 0+1            | 20:18.7     | +35.6   |
| 7.    | Magdalena Gwizdoń        | 0+0            | 20:21.8     | +38.7   |
| 8.    | Julie Bonnevie-Svendsen  | 0+0            | 20:22.3     | +39.2   |
| 9.    | Jekatyerina Jurjeva      | 0+2            | 20:25.0     | +41.9   |
| 10.   | Dijana Grudiček-Ravnikar | 0+0            | 20:26.0     | +42.9   |

### Üldözőverseny
A verseny időpontja: 2008. február 10. / 12:00 CET
| #     | Versenyző           | Lövőhiba (F+Á+F+Á) | Időeredmény | Hátrány |
| ----- | ------------------- | ------------------ | ----------- | ------- |
| Arany | Andrea Henkel       | 0+0+0+0            | 28:56.00    |         |
| Ezüst | Jekatyerina Jurjeva | 0+0+0+0            | 29:16.57    | +20.5   |
| Bronz | Albina Ahatova      | 0+0+0+0            | 29:34.59    | +38.5   |
| 4.    | Tora Berger         | 0+0+1+0            | 29:51.70    | +55.7   |
| 5.    | Sandrine Bailly     | 1+1+0+0            | 29:51.98    | +55.9   |
| 6.    | Magdalena Neuner    | 1+1+0+0            | 30:40.15    | +1:44.1 |
| 7.    | Martina Glagow      | 0+0+1+0            | 31:09.04    | +2:13.0 |
| 8.    | Szvetlana Szlepcova | 0+0+2+1            | 31:16.85    | +2:20.8 |
| 9.    | Kathrin Hitzer      | 2+0+1+1            | 31:17.75    | +2:21.7 |
| 10.   | Okszana Hvosztenko  | 0+2+0+2            | 31:20.20    | +2:24.2 |

### Tömegrajtos
A verseny időpontja: 2008. február 16. / 15:00 CET
| #     | Versenyző            | Lövőhiba (F+Á+F+Á) | Időeredmény | Hátrány |
| ----- | -------------------- | ------------------ | ----------- | ------- |
| Arany | Magdalena Neuner     | 0+0+2+2            | 39:36.53    |         |
| Ezüst | Tora Berger          | 1+0+0+0            | 39:39.55    | +3.0    |
| Bronz | Jekatyerina Jurjeva  | 1+0+1+0            | 40:06.00    | +29.5   |
| 4.    | Viktorija Szemerenko | 0+1+0+0            | 40:10.14    | +33.6   |
| 5.    | Helena Jonsson       | 1+0+1+0            | 40:27.56    | +51.0   |
| 6.    | Martina Glagow       | 3+0+0+0            | 40:33.56    | +57.0   |
| 7.    | Liu Xianying         | 1+1+1+0            | 40:34.06    | +57.5   |
| 8.    | Kati Wilhelm         | 1+1+1+1            | 40:38.03    | +1:01.5 |
| 9.    | Michela Ponza        | 0+2+0+0            | 40:46.11    | +1:09.6 |
| 10.   | Albina Ahatova       | 0+2+1+1            | 40:53.84    | +1:17.3 |

### Váltó
A verseny időpontja: 2008. február 17. / 14:30 CET
| #     | Versenyző                                                                                      | Lövőhiba (F+Á)                          | Időeredmény | Hátrány | #   | Versenyző                                                                              | Lövőhiba (F+Á)                          | Időeredmény | Hátrány |
| ----- | ---------------------------------------------------------------------------------------------- | --------------------------------------- | ----------- | ------- | --- | -------------------------------------------------------------------------------------- | --------------------------------------- | ----------- | ------- |
| Arany | Németország · Martina Glagow · Andrea Henkel · Magdalena Neuner · Kati Wilhelm                 | 0+4 1+5 0+0 0+0 0+0 0+0 0+2 1+3 0+2 0+2 | 1:10:12.64  |         | 6.  | Norvégia · Solveig Rogstad · Anne Ingstadbjörg · Ann Kristin Flatland · Tora Berger    | 0+1 1+7 0+0 0+3 0+1 0+0 0+0 1+3 0+0 0+1 | 1:12:18.34  | +2:05.7 |
| Ezüst | Ukrajna · Oksana Yakovleva · Viktorija Szemerenko · Valentina Szemerenko · Okszana Hvosztenko  | 0+0 0+4 0+0 0+0 0+0 0+2 0+0 0+0         | 1:10:43.53  | +30.9   | 7.  | Lengyelország · Krystyna Pałka · Paulina Bobak · Magdalena Gwizdoń · Agnieszka Grzybek | 0+6 0+2 0+1 0+1 0+1 0+0 0+2 0+1 0+2 0+0 | 1:12:28.09  | +2:15.4 |
| Bronz | Franciaország · Delphyne Peretto · Marie-Laure Brunet · Sylvie Becaert · Sandrine Bailly       | 0+4 2+9 0+1 0+1 0+0 1+3 0+1 1+3 0+2 0+2 | 1:11:48.30  | +1:35.7 | 8.  | Svédország · Helena Jonsson · Anna Maria Nilsson · Sofia Domeij · Elisabeth Högberg    | 0+3 1+5 0+0 0+0 0+3 0+2 0+0 1+3 0+0 0+0 | 1:12:28.20  | +2:15.6 |
| 4.    | Oroszország · Szvetlana Szlepcova · Albina Ahatova · Tatyjana Moiszejeva · Jekatyerina Jurjeva | 0+5 0+3 0+0 0+1 0+3 0+1 0+1 0+0 0+1 0+1 | 1:11:52.03  | +1:39.4 | 9.  | Szlovákia · Jana Gerekova · Martina Halinarova · Petra Slezakova · Eliska Svikruhova   | 0+1 0+6 0+0 0+3 0+1 0+1 0+0 0+1         | 1:13:54.66  | +3:42.0 |
| 5.    | Fehéroroszország · Ljudmila Kalincsik · Darja Domracsava · Volha Nazarava · Volha Kudrjasova   | 0+3 0+3 0+2 0+0 0+1 0+0 0+0 0+2 0+0 0+1 | 1:11:59.02  | +1:46.4 | 10. | Olaszország · Michela Ponza · Roberta Fiandino · Katja Haller · Barbara Ertl           | 0+7 0+4 0+0 0+0 0+3 0+0 0+2 0+3 0+2 0+1 | 1:14:12.00  | +3:59.4 |

## Vegyes váltó
A verseny időpontja: 2008. február 12. / 14:15 CET
| #     | Versenyző                                                                                       | Lövőhiba (F+Á)                          | Időeredmény | Hátrány | #   | Versenyző                                                                                | Lövőhiba (F+Á)                          | Időeredmény | Hátrány |
| ----- | ----------------------------------------------------------------------------------------------- | --------------------------------------- | ----------- | ------- | --- | ---------------------------------------------------------------------------------------- | --------------------------------------- | ----------- | ------- |
| Arany | Németország · Sabrina Buchholz · Magdalena Neuner · Andreas Birnbacher · Michael Greis          | 0+1 0+5 0+0 0+0 0+0 0+2 0+1 0+2 0+0 0+1 | 1:12:20.54  |         | 6.  | Lengyelország · Krystyna Pałka · Magdalena Gwizdoń · Krzysztof Plywaczyk · Tomasz Sikora | 0+3 1+6 0+1 0+2 0+1 1+3 0+0 0+0 0+1 0+1 | 1:14:05.07  | +1:44.5 |
| Ezüst | Fehéroroszország · Ljudmila Kalincsik · Darja Domracsava · Rusztam Valiulin · Szjarhej Novikav  | 0+0 0+4 0+0 0+1 0+0 0+1 0+0 0+0 0+0 0+2 | 1:13:13.13  | +52.6   | 7.  | Franciaország · Marie Laure Brunet · Delphyne Peretto · Vincent Jay · Lois Habert        | 0+3 0+9 0+2 0+1 0+0 0+3 0+1 0+2 0+0 0+3 | 1:14:06.42  | +1:45.9 |
| Bronz | Oroszország · Szvetlana Szlepcova · Okszana Neupokojeva · Nyikolaj Kruglov · Dmitrij Jarosenko  | 1+3 0+6 0+0 0+0 0+0 0+2 1+3 0+2 0+0 0+2 | 1:13:23.46  | +1:02.9 | 8.  | Norvégia · Anne Ingstadbjørg · Julie Bonnevie-Svendsen · Alexander Os · Rune Bratsveen   | 0+1 0+7 0+0 0+2 0+0 0+3 0+0 0+1 0+1 0+1 | 1:15:10.06  | +2:49.5 |
| 4.    | Svédország · Helena Jonsson · Anna Carin Olofsson · Björn Ferry · Carl Johan Bergman            | 0+6 0+3 0+1 0+0 0+2 0+2 0+1 0+0 0+2 0+1 | 1:13:27.35  | +1:06.8 | 9.  | Szlovénia · Dijana Ravnikar · Teja Gregorin · Peter Dokl · Klemen Bauer                  | 0+3 4+5 0+2 0+2 0+0 0+0 0+1 4+3         | 1:15:17.09  | +2:56.5 |
| 5.    | Olaszország · Michela Ponza · Roberta Fiandino · Rene Laurent Vuillermoz · Christian De Lorenzi | 0+4 0+3 0+0 0+1 0+1 0+0 0+1 0+1 0+2 0+1 | 1:13:45.46  | +1:24.9 | 10. | Finnország · Kaisa Mäkäräinen · Mari Laukkanen · Timo Antila · Jarkko Kauppinen          | 0+4 0+5 0+0 0+0 0+0 0+1 0+3 0+1 0+1 0+3 | 1:15:21.96  | +3:01.4 |